# Eva Steinberger
Eva Steinberger (* 21. September 1983 in Judenburg, Steiermark) ist eine österreichische Golfproette der Ladies European Tour.

## Amateurlaufbahn
Steinberger begann erst im Mai 1998 mit dem Golfspiel und wurde im selben Jahr in den steirischen Landeskader aufgenommen. Schon im Jahr darauf wurde Steinberger steirische Jugendmeisterin und 2000 gewann sie die Österreichische Jugendmeisterschaft. Die Internationalen Luxemburger Meisterschaften holte sie sich im Jahr 2003, die Slowenischen Meisterschaften ein Jahr später und im November 2004 wurde sie Proette.

## Profikarriere
Sie qualifizierte sich über die Qualifying School für die Ladies European Tour (LET), auf der sie seit der Saison 2005 regelmäßig spielt. Ihre bislang beste Platzierung war ein neunter Rang bei den Open de España Femenino im Mai 2006. Die Spielbergerin spielt auch auf der Nedbank South African Tour und Ladies Asian Tour und ist damit die fleißigste österreichische Proette.
2006 war Steinberger die bestplatzierte Österreicherin auf der Ladies European Tour und sicherte sich früh die Tourkarte 2007. In jener Saison schaffte sie als einzige Österreicherin die Tourkarte für 2008 ohne Umweg über die Tourschool. Für 2009 stellte sie ihr Betreuerteam um und arbeitet mit ihrem ersten Trainer, Ralph Hagen nach fünfjähriger Pause wieder zusammen. Steinberger hat durch einen mehrjährigen Sponsorvertrag ihre Profilaufbahn bis nach 2010 abgesichert und wird von Christoph Ammann (Grand Prix Tickets, CAM Security) gemanagt.
Nach zweijähriger Pause spielt Steinberger wieder für den GC Murtal.